# Leptothorax canescens
Leptothorax canescens är en myrart som beskrevs av Santschi 1908. Leptothorax canescens ingår i släktet smalmyror, och familjen myror. Inga underarter finns listade i Catalogue of Life.